# Iamatologia
La iamatologia o yamatologia (AFI: /jamatoloˈd͡ʒi.a/; da Yamato, nome di un’antica provincia giapponese, passato poi a indicare il Giappone stesso) è lo studio della lingua, della letteratura e della civiltà giapponesi.

## Iamatologi (o nipponisti) noti
- Giorgio Amitrano (1957)
- Bonaventura Ruperti (1959-2023)
- Pio D'Emilia (1954- 2023)
- William George Aston (1841-1911)
- Francis Brinkley (1841-1912)
- Ernest Mason Satow (1843-1929)
- Lafcadio Hearn (1850-1904)
- Basil Hall Chamberlain (1850-1935)
- Bartolomeo Balbi (1874-1961)
- Guglielmo Scalise (1891-1975)
- George Bailey Sansom (1883-1965)
- Oreste Vaccari (1886-1980)
- Arthur Waley (1889-1966)
- Reginald Horace Blyth (1898-1964)
- Leo Magnino
- Mario Scalise (1924-2003)
- Gary Lawless
- Francesco Magnasco
- Edwin O. Reischauer (1910-1990)
- Fosco Maraini (1912-2004)
- Edward Seidensticker (1921-2007)
- Ivan Morris (1925-1976)
- Marcello Muccioli (1898-1976)
- Atsuko Ricca Suga
- Paolo Beonio Brocchieri (1934-1991)
- Matilde Mastrangelo
- Marisa Di Russo (-2022)
- Stephen Turnbull (1948)
- Adriana Boscaro (1935-2022)
- Lydia Origlia
- Donald Keene (1922-2019)
- Charlotte von Verschuer (1955)
- Carol Gluck (1941)
- Nicolas Fiévé (1959)
- John Breen (1956)
- Gianluca Coci (1970)
- Judit Hidasi (1948)
- Alexander von Siebold
- Giuliana Stramigioli (1914-1988)
- Silvio Vita (1954-2023)